# Louis Eller
Louis Eller (Graz, Àustria, 9 de juny de 1819 - Pau, França, 12 de juliol de 1862) fou un compositor austríac.
Els seus progressos foren tant ràpids que als nou anys ja donava concerts. Després perfeccionà i amplià els seus estudis, i el 1836 donà una sèrie de concerts a Viena, on es feu aplaudir calorosament per la justesa d'entonació i l'habilitat de mecanisme. Després d'haver sigut algun temps mestre de concerts i professor de violí a Salzburg, va recórrer les principals ciutats d'Europa i arreu despertà el més viu entusiasme.
Entre les seves obres cal mencionar:
- Un Vals diabòlic;
- Minuet sentimental;
- Rapsòdia hongaresa;
- Adagio i Rondó;
- una Fantasia sobre motius espanyols;
- capricis, impromptus, arranjaments, etc. per a violí i piano.